# Cerkev Device Marije v Polju, Bovec
Cerkev Device Marije v Polju je manjša podružnična cerkev bovške župnije. Cerkev je gotsko zasnovana, njeno gradnjo lahko umestimo v prvo polovico 16. stoletja. Med prvo svetovno vojno je bila močno poškodovana in v prvi polovici 20. stoletja obnovljena. V njej so se ohranili fragmenti srednjeveške poslikave mojstra Jerneja iz Loke.
Kljub temu da je bila ta marijanska cerkev med boji v prvi svetovni vojni in potresi močno poškodovana in jo je bilo treba večkrat obnoviti, ostaja pomemben poznogotski spomenik. Čeprav se cerkev še vedno uporablja za verske obrede, so v notranjščini občasno na ogled razstave fotografij ali slik. Prostor zaradi odlične akustike postane tudi prizorišče koncertov.

## Zgodovina
Cerkev stoji na polju jugovzhodno od jedra Bovca, ob avtokampu Polovnik in cesti v Čezsočo. Romarska cerkev je posvečena Marijinemu vnebovzetju. Današnja podoba cerkve je asketsko stroga, ker ji manjka vsa oprema, a iz nje diha vernost naših prednikov, ki so iz vseh okoliških krajev od Srpenice in Kobarida stoletja prihajali sem. Cerkev ima status spomenika lokalnega pomena.
Le nekaj let pred začetkom vojne, leta 1911, je avstrijska vlada obnovila tri dragocene baročne oltarje. Med prvo svetovno vojno je stavba utrpela zelo hude poškodbe. Bila je le sto metrov oddaljena od bojne črte in je služila Italijanom za zadnjo postojanko v bojni liniji. Mimo nje in ob njej so bili strelski jarki. V letih po vojni je bila pod italijansko oblastjo temeljito obnovljena. Obnova je bila izvedena z veliko skrbnostjo in čutom za ohranjanje dediščine in je veliko prispevala k arhitekturno-umetnostni vrednosti stavbe. Po obnovi je imela sprva opečnato, kasneje pa pločevinasto streho, nov lesen strop v ladji in delno restavrirane freske.
Cerkev je bila močno poškodovana v potresih leta 1976 in leta 1998, nato pa je bila v okviru popotresne obnove Posočja precej agresivno obnovljena. Leta 2002 je bil izveden konservatorsko-restavratorski poseg na gotski poslikavi, a je potres leta 2004 ponovno gradbeno poškodoval objekt, ki je bil zaradi večjih poškodb statično ogrožen. Leta 2008 so bila zato izvedena potrebna sanacijska dela, med drugim je bila sneta in restavrirana freska na desni strani slavoločne stene. Restavriranje fresk je potekalo tudi v letu 2012.

## Formalni opis
Gotska cerkev je enoladijska in pravokotne oblike. Ima rebrasto obokan, petosminsko zaključen prezbiterij s tremi visokimi gotskimi okni s krogovičjem. Dve okni sta še na severni steni ladje, na južni steni je samo eno. Vitraje je izdelala slikarka Veselka Šorli Puc.
Na vrhu zahodne fasade je zvončnica, pred fasado pa lopa, ki ima na zahodni steni šilast vhod, na severni in južni pa polkrožen. Vhod v samo cerkev je šilasto zaključen, poleg njega sta na vsaki strani dva masivna pravokotna stebra, ki se zaključujeta nekaj metrov nad lopo. Drugi vhod v cerkev se nahaja na južni fasadi in je prav tako šilasto zaključen.

### Freske
V prezbiteriju in na ladijski slavoločni steni so se ohranili fragmenti srednjeveške poslikave. Avtorstvo fresk je mojstru Jerneju iz Loke prvi pripisal Emilijan Cevc leta 1954 v Loških razgledih. Datacija fresk ni enotna; v literaturi zasledimo obdobje med letoma 1520 in 1540, večkrat pa letnico 1529.
V prezbiteriju je naslikana galerija apostolov. Srednjeveški slikarji so jo sicer upodabljali na vzdolžnih stranicah prezbiterija, Jernej pa jo je izjemoma postavil na tristran zaključek. Vsak apostol stoji v naslikani niši, ki jo zgoraj zaključuje ravna profilirana preklada. Niše ločujejo stebri, ki so edini v celoti ohranjeni naslikani element te freske.
Oltarna freska na desni strani slavoločne stene je zasnovana kot triptih, trodelna oltarna freska, pri kateri se je freskant strogo držal ikonografskih pravil. Osrednji motiv je Prestol milosti, postavljen v širšo naslikano nišo z ravnim stropom in profilirano preklado. Ob straneh sta v ožjih nišah svetnika; na levi sv. Rok, ki je oblečen v romansko oblačilo in kaže na kužno rano, ter na desni sv. Boštjan, prestreljen s puščicami. Spodaj skozi friz okenc gledajo še doprsno upodobljene profane moške figure. Njihovi obrazi izdajajo portretne poteze, saj lahko ločimo mlajše od starejših, milejše od trših ter optimistično razpoložene od zaskrbljenih. Celotna freska je velika pribl. 4 m². Na levi strani slavoločne stene je neidentificiran prizor s stebrom.